# Hydrolaetare schmidti
Hydrolaetare schmidti és una espècie d'amfibi que viu al Brasil, Colòmbia, Guaiana Francesa, Perú i, possiblement també, a Bolívia.